# 美濃大久保站
美濃大久保站（日语：／ Mino-Ōkubo eki */?）是位於岐阜縣不破郡赤坂町（現時：大垣市赤坂町），西濃鐵道晝飯線的貨運車站。現已廢除。
石灰石會從該站運送。前往美濃赤坂站方向的貨運列車中，機車會推動貨車，於此站改變機車和貨車的前進方向。逆方向前往晝飯站的貨運列車中，機車會推動貨車，於此站改變機車和貨車的前進方向。在1997年，路線上已經沒有貨運列車行走的年份，當時西濃鐵道被委託放置了許多將會被拆毀的停泊在車站內。

## 歷史
- 1928年（昭和3年）12月17日 - 晝飯線開通，此站啟用[3][4]。當時只有貨運業務。
- 1983年（昭和58年）9月 - 晝飯線暫停營業，此站也暫停營業。
- 2006年（平成18年）3月31日 - 全線廢除，此站也變成廢站[4]。

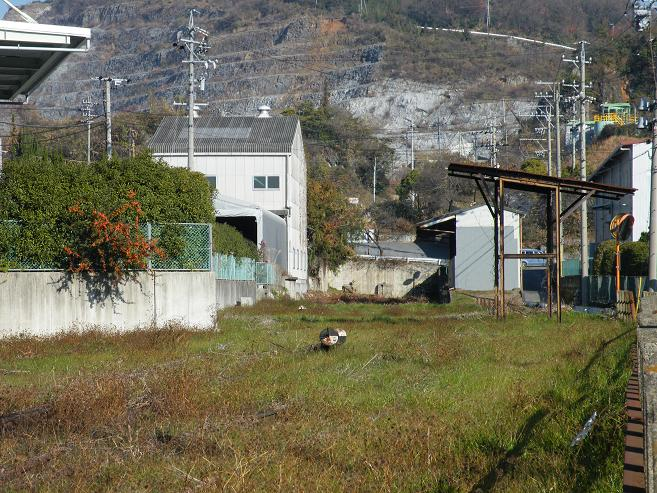
美濃大久保站內（2008年12月）。圖中可見貨物起卸月台。
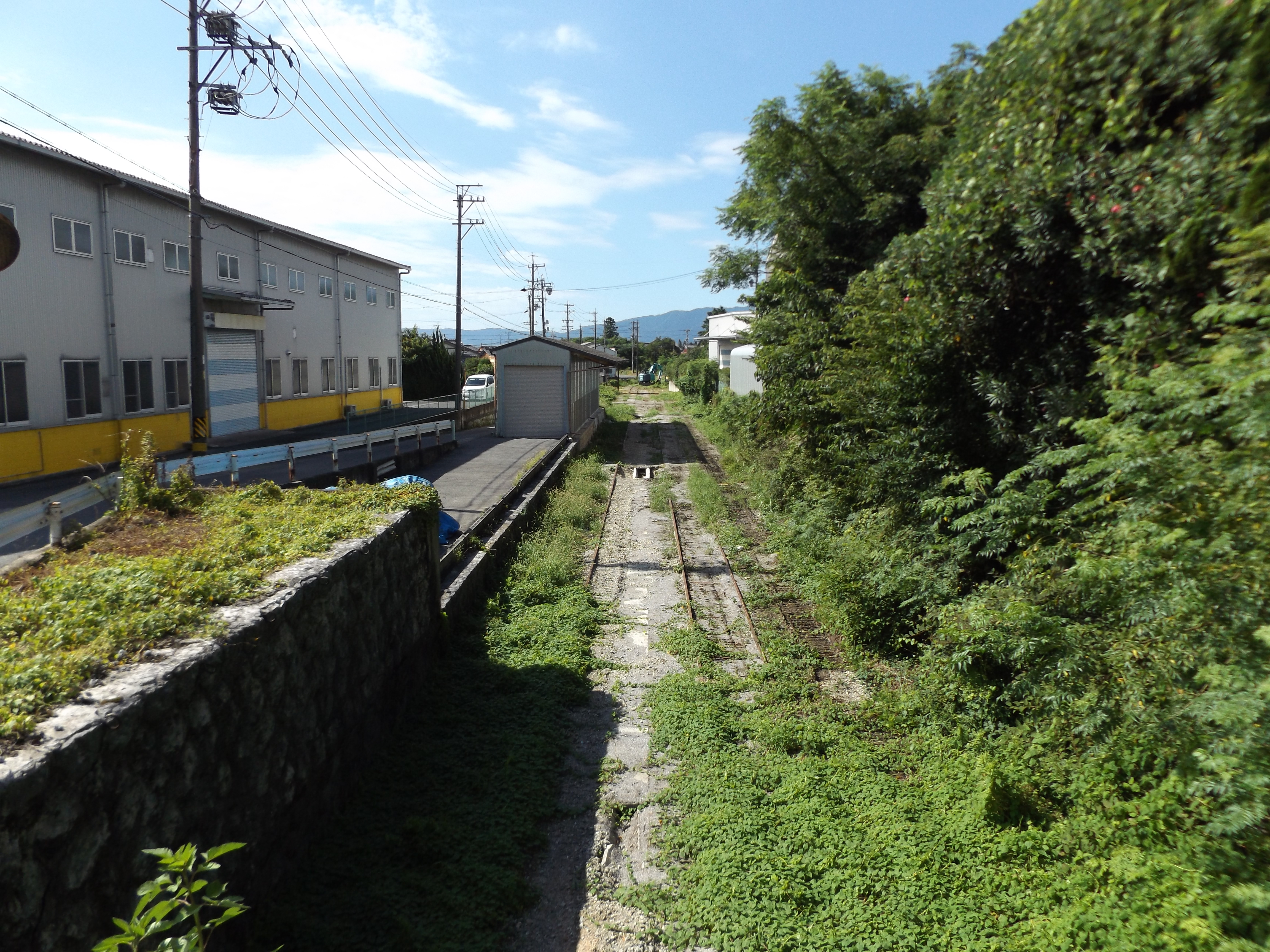
從終端處望向美濃大久保站內（2015年8月）。

## 車站構造
此站的構造是折返式配線。站內設有本線和兩條側線。鄰接古田石灰，該處會裝載石灰石。
| ← 美濃赤坂站    | 美濃大久保站、晝飯站 站內配線略圖 |  |
| 图例 参考文献： |                                   |  |

## 車站周邊
- 矢橋工業（日语：矢橋工業）
- 上田石灰製造
- 野一色助義（賴母）兜塚

## 相鄰車站
西濃鐵道
晝飯線
美濃赤坂－美濃大久保－晝飯

## 注腳
1. ↑  鉄道停車場一覧. 昭和12年10月1日現在 （页面存档备份，存于） 國立國會圖書館數碼化收藏 2019年2月9日參閲。
2. ↑  昭和12年10月1日現在鉄道停車場一覧 - 國立國會圖書館近代數碼圖書館
3. ↑  「地方鉄道運輸開始」《官報》1928年12月24日 - 國立國會圖書館數碼化收藏
4. 1 2  今尾惠介（監修）.  7 東海. 新潮社. 2008: 40. ISBN 978-4-10-790025-8 （日语）.
5. ↑  清水武《西濃鉄道》，Neko出版，2007年10月，23頁。 ISBN 978-4777052226